# Lago Troilus
Il lago Troilus è un lago del Canada che si trova nel territorio del Nord-du-Québec, nella provincia del Québec. Ricopre una superficie di circa 52 chilometri quadrati e pertiene al bacino del fiume Broadback.